# Стара Кремњичка
Стара Кремњичка (слч. Stará Kremnička) насељено је мјесто са административним статусом сеоске општине (слч. obec) у округу Жјар на Хрону, у Банскобистричком крају, Словачка Република.

## Становништво
| Година:    | 1994. | 2004.    | 2014.   | 2024.   |
| ---------- | ----- | -------- | ------- | ------- |
| Број људи: | 943   | 1079     | 1097    | 1100    |
| Разлика:   |       | +14,42 % | +1,66 % | +0,27 % |

| Година:    | 2023. | 2024.   |
| ---------- | ----- | ------- |
| Број људи: | 1118  | 1100    |
| Разлика:   |       | -1,61 % |

Према подацима о броју становника из 2011. године насеље је имало 1.109 становника.